# جائزة النمسا الكبرى 1986
جائزة النمسا الكبرى 1986 هو سباق فورمولا 1 أقيم بتاريخ 17 أغسطس 1986 في ستيفن سبيلبرغ، شتايرمارك، النمسا. كان الثاني عشر من أصل 16 في بطولة العالم لسباقات الفورمولا واحد موسم 1986. حلّ الفرنسي ألن بروست أولا بينما جاء الإيطالي ميكيلي ألبوريتو في المركز الثاني وحصل على المركز الثالث السويدي ستيفان يوهانسون.